# Чучук Маркіян Євгенович
Маркіян Євгенович Чучук (11 березня 1961) — український державний діяч, дипломат. Посол України в Пакистані з 17 квітня 2020-го.

## Життєпис
Народився 11 березня 1961 року в Івано-Франківську. 1983 закінчив біологічний факультет Чернівецького університету.
З 1983—1990 — працював старшим лаборантом, асистентом кафедри біології Івано-Франківського державного медичного інституту. Засновник Івано-Франківського культурно-наукового товариства «Рух»; член НРУ, член Великої ради НРУ; член головної ради Товариства української мови ім. Шевченка; член ДемПУ.
4 березня 1990 — обраний Народним депутатом України, входив до Народної Ради, фракція Народного руху України, фракції Конгресу національно-демократичних сил. Голова підкомісії з питань реалізації законодавства в галузі прав людини, Комісії ВР України у правах людини.
1990—1994 — Третій секретар Посольства України в РФ.
Травень 1994 — серпень 1998 — перший секретар Посольства України в РФ
Серпень 1998 — червень 2000 — консультант, керівник відділу аналізу світових процесів і розвитку Відділення Політичного аналізу і Планування МЗС України.
Червень 2000 — грудень 2005 — Представник Глави Офісу ООН в Грузії.
З лютого 2006 до жовтня 2007 — заступник дректора, керівник відділення Аналізу міжнародних відносин Політичного Департаменту МЗС України.
Жовтень 2007 — червень 2008 — заступник директора Політичного департаменту МЗС України.
3 червня 2008 — 31 березня 2014 — посол України в Таїланді.
10 серпня 2009 — 31 березня 2014 — посол України в Лаосі за сумісництвом.
13 жовтня 2009 — 31 березня 2014 — посол України в М'янмі за сумісництвом.
З 17 квітня 2020 — посол Україні в Пакистані, замінив на цій посаді Володимира Лакомова.